# Duzou
Duzou – rzeka we Francji, przepływająca przez teren departamentu Aveyron. Ma długość 10,5 km. Stanowi prawy dopływ rzeki Dourdou de Conques. 

## Geografia
Duzou swoje źródła ma na terenie gminy Pruines, na południowy wschód od wzniesienia Pic de Kaymard. Początkowo płynie na południe, lecz po około 0,5 km zmienia bieg na zachodni aż do swojego ujścia. Uchodzi w Saint-Cyprien-sur-Dourdou do Dourdou de Conques. 
Duzou w całości płynie na terenie departamentu Aveyron, w tym 3 gmin (stan na 2013 rok): Pruines (źródło), Nauviale i Saint-Cyprien-sur-Dourdou (ujście). 

## Dopływy
Duzou ma kilka dopływów, lecz żaden z nich nie jest nazwany.